# Países centrales

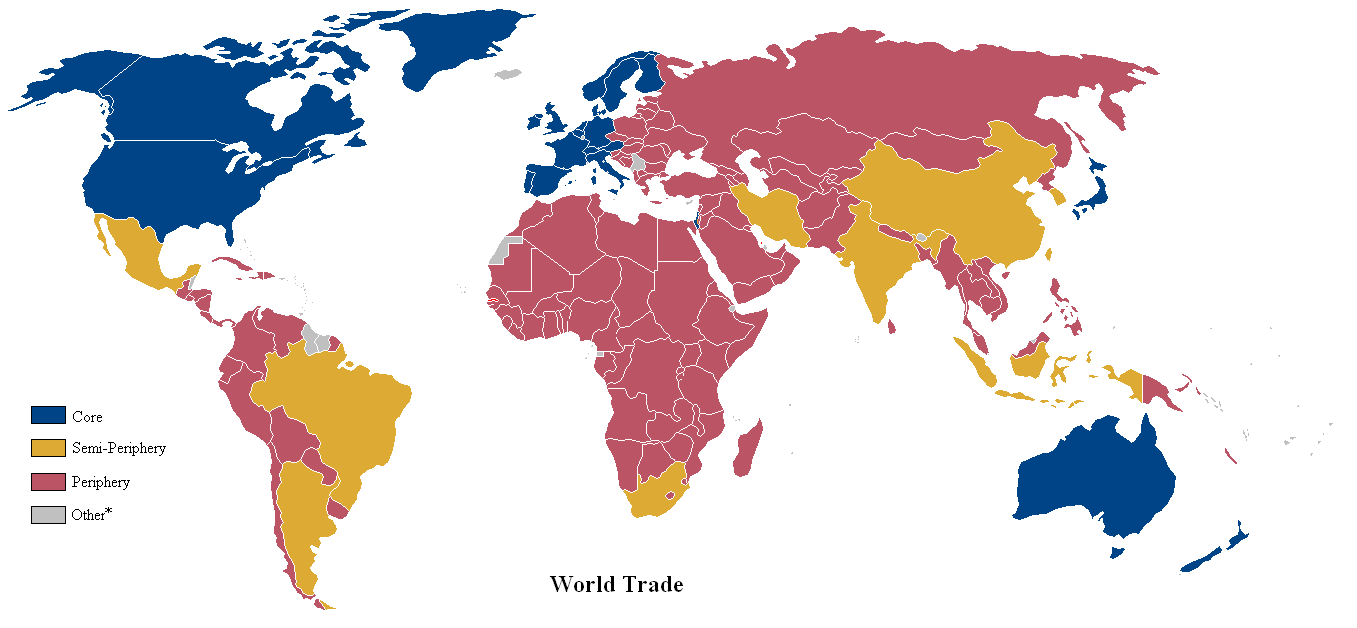
Mapa que muestra a los países por estado comercial a fines del utilizando la diferenciación del sistema mundial en países centrales (azul), países semiperiféricos (amarillo) y países periféricos (rojo), según la lista en Dunn, Kawano y Brewer (2000).

En la teoría de sistemas mundiales, los países centrales son los países capitalistas de los que dependen los países periféricos y los países semiperiféricos. Los países centrales controlan y se benefician del mercado global. Generalmente son reconocidos como naciones ricas con una amplia variedad de recursos y se encuentran en una ubicación favorable en comparación con otros estados. Tienen fuertes instituciones estatales, un poderoso ejército y poderosas alianzas políticas globales.

## Características
A los países centrales se las caracteriza por:
- Son los más económicamente diversificados, ricos y poderosos tienen a ian  (económica y militarmente).[2][3]
- Tienen gobiernos centrales fuertes, controlando burocracias extensas y poderosas fuerzas armadas.[2][3]
- Tienen instituciones estatales más fuertes y complejas que ayuden a gestionar los asuntos económicos interna y externamente.
- Tienen una base impositiva suficiente para que las instituciones estatales puedan proporcionar infraestructura para una economía fuerte.
- Son altamente industrializados y producen productos manufacturados en lugar de materias primas para la exportación.[2]
- Cada vez más se especializan en industrias de información, finanzas y servicios.
- Están a la vanguardia de las nuevas tecnologías y las nuevas industrias. Los ejemplos actuales incluyen industrias electrónicas y biotecnológicas de alta tecnología. Otro ejemplo sería la producción de automóviles en línea de montaje a principios del siglo XX.
- Tienen fuertes clases burguesas y obreras.[2]
- Tienen medios significativos de influencia sobre los países semiperiféricos y periféricos.[2]
- Son relativamente independientes del control externo.

Según el sociólogo estadounidense Immanuel Wallerstein, un país central es dominante sobre todos los demás cuando tiene una ventaja en 3 formas de dominio económico durante un período de tiempo:
- El dominio de la productividad permite a un país producir productos de mayor calidad a un precio más barato, en comparación con otros países.
- El dominio de la productividad puede conducir al dominio comercial. Ahora, hay una balanza comercial favorable para la nación dominante ya que más países están comprando los productos del país dominante que comprándoles.
- El dominio comercial puede conducir al dominio financiero. Ahora, entra más dinero al país. Los banqueros de la nación dominante tienden a recibir un mayor control de los recursos financieros del mundo.[4]

El dominio militar también es probable después de que una nación alcance estos 3 rankings. Sin embargo, se ha postulado que en todo el sistema mundial moderno, ninguna nación ha podido usar sus fuerzas armadas para obtener el dominio económico. Cada una de las naciones dominantes del pasado se hizo dominante con niveles bastante pequeños de gasto militar y comenzó a perder el dominio económico con la expansión militar más adelante.
El sociólogo francés Daniel Chirot enumera los 5 beneficios más importantes que llegan a las naciones centrales por su dominio de las naciones de la periferia:
- Acceso a una gran cantidad de materia prima.
- Mano de obra barata.
- Enormes ganancias de inversiones directas de capital
- Un mercado para las exportaciones.
- Trabajo profesional calificado a través de la migración de personas provenientes de fuera de los países centrales.[6]

## Países centrales antiguos y actuales
A lo largo de la historia, las naciones centrales han estado cambiando y se han agregado nuevas a la lista. Los países más influyentes en el pasado han sido lo que se consideraría centrales. Estos fueron los imperios de Asia y Medio Oriente (especialmente India y China) hasta el siglo XVI, cuando las potencias europeas tomaron la delantera, aunque las principales potencias asiáticas como China seguían siendo muy influyentes en la región. Europa se mantuvo por delante hasta el siglo XX, cuando las dos guerras mundiales se volvieron desastrosas para las economías europeas. Es entonces cuando Estados Unidos y la Unión Soviética, hasta fines de la década de 1980, se convirtieron en las 2 superpotencias hegemónicas, creando un orden mundial bipolar. 
Los siguientes son los países centrales según el estudio de Chase-Dunn, Kawano y Brewer (2000):
| Alemania     | Australia | Austria        | Bélgica   | Canadá        |
| Dinamarca    | España    | Estados Unidos | Finlandia | Francia       |
| Irlanda      | Italia    | Japón          | Noruega   | Nueva Zelanda |
| Países Bajos | Portugal  | Reino Unido    | Suecia    | Suiza         |

Y esta es la lista de países centrales según el estudio de Babones (2005), quien señala que esta lista está compuesta por países que «han sido clasificados consistentemente en una sola de las tres zonas [núcleo, semiperiferia o periferia] de la economía mundial sobre todo el período de estudio de 28 años»:
| Alemania       | Austria      | Bélgica     | Canadá   | Dinamarca  | España   |
| Estados Unidos | Finlandia    | Francia     | Grecia   | Hong Kong  | Islandia |
| Irlanda        | Israel       | Italia      | Japón    | Luxemburgo | Noruega  |
| Nueva Zelanda  | Países Bajos | Reino Unido | Singapur | Suecia     | Suiza    |